# Eustrophopsis brunneimarginatus
Eustrophopsis brunneimarginatus là một loài bọ cánh cứng trong họ Tetratomidae. Loài này được Dury miêu tả khoa học đầu tiên năm 1906.